# Nagylaposnok község
Nagylaposnok község (románul: Comuna Lăpușnicu Mare) község Krassó-Szörény megyében, Romániában. Központja Nagylaposnok, hozzá tartozik Mocsáros.

## Népessége
A 2011-es népszámlálás adatai alapján a község népessége 1647 fő volt.